# Такія
Такія (араб. التقية) — обачність, приховування своїх релігійних переконань. Ісламські вчені визнають за мусульманами право приховувати свої релігійні переконання задля збереження власного життя, якщо іновірці вимагають від них зречення віри. У ісламі такія дозволена лише у виняткових випадках, якщо є загроза для життя мусульманина з боку немусульман.
Змушений до здійснення такії мусульманин зрікається ісламу лише зовнішньо, на словах. Такі дії пояснюються коранічними аятами: «Гнів Аллаха впаде на тих, хто зрікся Аллаха, а раніше вірив у нього, якщо тільки він не був примушений до зречення, і [сам зберігав] у серці відданість вірі. [Та гнів упаде на того], хто розкрив для невіри серце. Для таких уготоване велике покарання» (16: 106—109).
Водночас мусульманські вчені стверджують, що мусульманин може не зрікатися, навіть на словах, своєї віри й прийняти мученицьку смерть від невірних. Тобто, і у цьому випадку його дії будуть вірними.
На практиці право на такію застосовувалось рідко. В історії відомий лише один приклад масового застосування такії. Це відбулося у середньовічній Іспанії, де після перемоги реконкісти та введення інквізиції мусульмани піддавалися переслідуванням за віру. Тоді багато мусульман використали право на такію. Та було немало й тих, що відмовились це зробити.
У шиїтів, на відміну від сунітів, такія є одним з найважливіших принципів віри і застосовується не лише як засіб для збереження свого життя від немусульман. Її приписують застосовувати навіть серед більшості мусульман-сунітів, якщо є загроза переслідувань з їх боку.